# Sjöstadsskolan
Sjöstadsskolan är en kommunal grundskola i Södra Hammarbyhamnen i Södermalms stadsdelsområde i Stockholms kommun. Skolan öppnade höstterminen 2005 som förskola samt grundskola årskurs 1 i provisoriska lokaler vid Vävar Johans gata 7. 2007 togs en nyuppförd skolbyggnad ritad av Bo Nordström och uppförd 2006 av Sweco i bruk vid Hammarby allé 74–76 där den sedan dess är belägen som F–9 grundskola med pedagogiskt autismcentrum. Sedan 2009 även anpassad grundskola. Skolan ägs och förvaltas av SISAB.